# Otros pecados
Otros pecados es una serie de televisión argentina dramática, emitida por Canal 13, TNT y Cablevisión. La serie sigue la historia de distintos personajes que tratarán de lidiar con los pecados capitales, los nuevos y los que no son de temática religiosa, los mismos los llevará a cada uno a situaciones límites que pondrá en riesgo sus vidas y sus carreras. Está dirigida por Daniel Barone y Jorge Nisco, producida por Pol-ka, con Mariano Pensotti, Mariano Tenconi Blanco, Patricio Vega, Carolina Aguirre, Leandro Calderone y Alejandro Ocón como guionistas y un elenco rotativo para representar cada una de las historias. Fue estrenada el 17 de abril de 2019 y está compuesta por 10 episodios.

## Sinopsis
La serie gira en torno a distintos personajes que tratarán con pecados capitales, pero no tomando como referencia los siete pecados capitales religiosos (lujuria, ira, soberbia, envidia, avaricia, pereza y gula), sino que se darán a conocer otros pecados, como tal lo indica el título. Los mismos son los siguientes:
- Impostura
- Manipulación
- Rencor
- Ingenuidad
- Acostumbramiento
- Celos

## Elenco y personajes
- Leonardo Sbaraglia como Juan Rodríguez (Episodio 1)
- Norman Briski como Raúl Rodríguez (Episodio 1)
- Diego Velázquez como Luis (Episodio 1)
- Valeria Lois como Norma Rodríguez (Episodio 1)
- Marcelo D'Andrea como Guillermo (Episodio 1)
- Justina Bustos como Catalina Mayo (Episodio 2)
- Paola Krum como Verónica Fletcher (Episodio 2)
- Federico Olivera como Marcos (Episodio 2)
- Paola Barrientos como Constanza (Episodio 3)
- Julieta Zylberberg como Tamara (Episodio 3)
- Rafael Ferro como Pablo (Episodio 3)
- Fabio Di Tomaso como Rafael (Episodio 3)
- Jazmín Falak como Delfina Sáenz Peña (Episodio 3)
- Érica Rivas como Laura Dilmer (Episodio 4)
- Pilar Gamboa como Paula (Episodio 4)
- Diego Gentile como Daniel Dilmer (Episodio 4)
- Carla Pandolfi como Patricia (Episodio 4) / Roberta (Episodio 5)
- Claudio Tolcachir como Rafael (Episodio 4)
- Mike Amigorena como Santiago (Episodio 5)
- Andrea Pietra como Lola (Episodio 5)
- Celina Font como Hermana de Lola (Episodio 5)
- Alfredo Allende como Daniel (Episodio 5)
- Gerardo Chendo como Leo (Episodio 5)
- Gonzalo Heredia como Gonzalo Oroño (Episodio 6)
- Celeste Cid como Lola (Episodio 6)
- Rafael Spregelburd como Rafael (Episodio 6)
- Marcos Montes como Carlos (Episodio 6)
- Germán Palacios como Nicolás Dugrós (Episodio 7)
- Marcela Kloosterboer como Cecilia (Episodio 7)
- Mauricio Dayub como Santiago (Episodio 7)
- Florencia Peña como Sandra (Episodio 8)
- Fernán Mirás como Walter Finkelstein (Episodio 8)
- Hugo Arana como Saúl Finkelstein (Episodio 8)
- Martín Piroyansky como Leandro (Episodio 8)
- Violeta Urtizberea como Florencia Balbiani (Episodio 9)
- Alberto Ajaka como Guillermo (Episodio 9)
- Mónica Gonzaga como Marta (Episodio 9)
- Stephanie Petresky como Noelia (Episodio 9)
- Dady Brieva como Ricardo (Episodio 10)
- Chino Volpato como Abel (Episodio 10)
- María Rosa Fugazot como Beatriz (Episodio 10)
- Mex Urtizberea como Houston (Episodio 10)
- Laura Cymer como Gloria (Episodio 10)

## Episodios
| N.º | Título                       | Dirigido por  | Escrito por            | Fecha de emisión original | Audiencia (millones) |
| --- | ---------------------------- | ------------- | ---------------------- | ------------------------- | -------------------- |
| 1   | «La campaña»                 | Daniel Barone | Mariano Pensotti       | 17 de abril de 2019       | 8.8                  |
| 2   | «Las manos»                  | Jorge Nisco   | —                      | 24 de abril de 2019       | 8.3                  |
| 3   | «La caldera»                 | Jorge Nisco   | Leandro Calderone      | 1 de mayo de 2019         | 9.7                  |
| 4   | «Lo mejor del amor»          | Daniel Barone | Carolina Aguirre       | 8 de mayo de 2019         | 9.3                  |
| 5   | «Rojo»                       | Daniel Barone | Mariano Pensotti       | 15 de mayo de 2019        | 8.3                  |
| 6   | «Cuento de invierno»         | Daniel Barone | Leandro Calderone      | 22 de mayo de 2019        | 7.5                  |
| 7   | «El control»                 | Daniel Barone | Patricio Vega          | 29 de mayo de 2019        | 8.9                  |
| 8   | «Kadish para un bar mitzvah» | Jorge Nisco   | Alejandro Ocón         | 5 de junio de 2019        | 10.9                 |
| 9   | «La reina de las bodas»      | Jorge Nisco   | Carolina Aguirre       | 12 de junio de 2019       | 11.6                 |
| 10  | «El reloj»                   | Jorge Nisco   | Mariano Tenconi Blanco | 19 de junio de 2019       | 3.9                  |